# Eckhard (biskup poznański)
Eckhard (XI/XII wiek) – biskup poznański niemieckiego pochodzenia znany ze spisanej w XVI wieku Relacji o założeniu i prepozytach opactwa świętych Szymona i Judy w Goslarze. Przed nominacją biskupią był on prepozytem w tym opactwie. Sprawował urząd biskupi prawdopodobnie pod koniec panowania Władysława Hermana (zm. 1102). Być może jest jednym z dwóch polskich biskupów złożonych z urzędu przez legata Gwalona w 1103 roku (drugim był zapewne Heinrich von Siegburg, biskup płocki).